# Turn

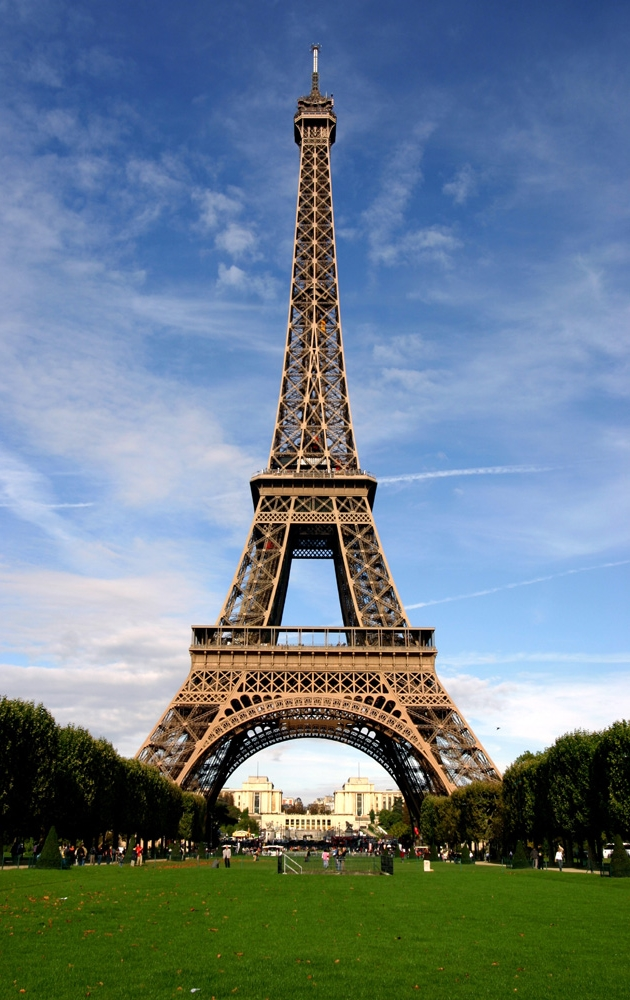
Turnul Eiffel (Paris)

Un turn este o clădire mai înaltă decât întinsă pe orizontală, a cărei bază se află la sol. În trecut cuvântul acesta a fost atribuit construcțiilor cu scopuri tehnologice, dar acum este și tratat ca sinonimul pentru zgârie-nori și poate însemna orice clădire cu foarte multe etaje. 

## Istoric
Există tipuri diverse ale turnurilor, încluzând clopotniță, coș, far, foișor de foc, minaret, obelisc, pilon de antenă, turn de apă, turn de luptă, turn de refrigerare și turn de televiziune.

## Etimologie
Cuvântul turn este un împrumut din germană: Turm, „turn”.